# Come Hell or High Water
Come Hell or High Water (рус. что бы ни случилось) — концертный альбом и DVD группы Deep Purple, вышедший в 1994 году.

## Об альбоме
Come Hell or High Water представляет собой сборник из треков, записанных в ходе тура «The Battle Rages On» в 1993 году. Были использованы записи, сделанные на двух концертах: в Штутгарте 16 октября (основной материал) и в Бирмингеме 9 ноября.
Существует и видео «Come Hell Or High Water», вышедшее в 1994 году с той же обложкой, что и компакт-диск. Видео включает в себя неполную запись концерта в Бирмингеме (вырезаны большинство пауз между песнями, вырезана предпоследняя песня Hush).

## Список композиций
Авторы песен Blackmore/Gillan/Glover/Lord/Paice, кроме особо отмеченных.

### Европейское издание
1. Highway Star (6:40)
2. Black Night (5:40)
3. A Twist In The Tale (Blackmore/Glover/Gillan) (4:27)
4. Perfect Strangers (Blackmore/Glover/Gillan) (6:52)
5. Anyone’s Daughter (3:57)
6. Child in Time (10:48)
7. Anya (Blackmore/Gillan/Glover/Lord) (12:13)
8. Speed King (7:29)
9. Smoke On The Water (10:26)

### Японское и американское издания
1. Highway Star (6:40)
2. Black Night (5:40)
3. A Twist In The Tale (Blackmore/Glover/Gillan) (4:27)
4. Perfect Strangers (Blackmore/Glover/Gillan) (6:52)
5. Anyone’s Daughter (3:57)
6. Child in Time (10:48)
7. Anya (Blackmore/Gillan/Glover/Lord) (12:13)
8. Lazy (4:18)
9. Space Truckin' (2:39)
10. Woman From Tokyo (1:53)
11. Speed King (7:29)
12. Smoke On The Water (10:26)

### DVD
1. «Highway Star»
2. «Black Night»
3. «Talk About Love»
4. «A Twist in the Tale»
5. «Perfect Strangers»
6. «Beethoven’s Ninth»
7. «Knocking at Your Back Door»
8. «Anyone’s Daughter»
9. «Child in Time»
10. «Anya»
11. «The Battle Rages On»
12. «Lazy»
13. «Space Truckin'»
14. «Woman From Tokyo»
15. «Paint It, Black»
16. «Smoke on the Water»

## Участники записи
- Джон Лорд — клавишные
- Ричи Блэкмор — гитара
- Иэн Пейс — ударные
- Роджер Гловер — бас-гитара
- Иэн Гиллан — вокал